# Inkwil
Inkwil is een gemeente en plaats in het Zwitserse kanton Bern, en maakt deel uit van het district Oberaargau.
Inkwil telt 622 inwoners.